# پادشاهی کی‌کاووس
«پادشاهی کیکاوس» یازدهمین داستانِ پادشاهان و دومین پادشاهی کیان در شاهنامهٔ فردوسی است که دورانِ صدوبیست‌سالهٔ پادشاهیِ کیکاوس را داستان می‌کند.
در شاهنامه کیکاوس فرزند کیقباد دانسته شده‌است و پس از او به پادشاهی می‌رسد. کیکاوس پس از آن‌که فریب دیوان را می‌خورد، با وجود مخالفت‌های پهلوانان و بزرگان به ویژه زال، آهنگ جنگ مازندران کرده تا آنجا را فتح کند. شاه مازندران از دیو سپید کمک می‌خواهد. دیوسپید جادو کرده چشمان کیکاوس و همراهانش را تیره و نابینا می‌سازد و لشکر ایران پریشان و پراکنده می‌شود. کیکاوس در این هنگام به یاد پندهای زال و بزرگان ایران می‌افتد و به رستم پیغام می‌فرستد که او را یاری نماید. زال هم رستم را برای یاری روانهٔ مازندران می‌کند. رستم پس از آزمایش‌ها و نبردهای شگفت‌انگیز از هفت منزل - که به هفتخان رستم معروف است - می‌گذرد و بر دیو سپید پیروز می‌گردد. کیکاوس و همراهانش توسط رستم از چنگ دیو سپید نجات می‌یابند و علاج بینایی کیکاوس قطره‌ای از خون جگر دیو سپید بود که رستم آن را دریده و در چشمان کیکاوس چکاند تا نور و روشنی به چشمش بازگشت.
داستان رستم و سهراب و داستان سیاوخش نیز به دوران پادشاهی کیکاوس تعلق دارد. او یکصد و بیست سال سلطنت کرد و پس از او کیخسرو به پادشاهی رسید.

## داستان

### داستان جنگ مازندران
جنگ مازندران نخستین جنگ کیکاوس پس از جلوس بر تخت پادشاهی ایران است. به‌گزارش شاهنامه هنگام جلوس، رؤسای همه اقوام و قبایل ایرانی طوق طاعت و بندگی کیکاوس را به گردن آویختند. در این میانه روزی دیوی در لباس رامشگر به کاخ او راه یافت و در یک بساط میهمانی کیکاوس را متوجه موطن سرسبز و مرموزش مازندران نمود.

### داستان جنگ هاماوران
جنگ هاماوران دومین جنگ طاقت‌فرسای کیکاوس پس از جنگ مازندران بود. جنگ هاماوران برون مرزی و با قوم غیرایرانی بود. حسن دو نبرد مازندران و هاماوران در این است که کیکاوس با قدرت‌های بزرگ آن زمان مواجه بود و تا مرز شکست ایرانیان جنگ ادامه یافت ولی فرجام جنگ به نفع ایرانیان پایان یافت.

### داستان رستم و هفت گردان در شکارگاه افراسیاب
نبرد رستم و هفت گردان در شکارگاه افراسیاب (هفت‌یل) سرآغاز تهاجم ایرانیان به رهبری کیکاوس به مرزهای توران است. به‌عبارتی پس از شکست خفت‌بار جنگ پشنگ این کیکاوس است که می‌خواهد کین پادشاهان گذشته چون نوذر را از تورانیان بستاند. البته در جنگ هفت‌گردان ایرانیان بیشتر متکی به قوای جسمانی رستم جهان‌پهلوان که پس از سفر موفقیت‌آمیز هفتخان و نجات کیکاوس از چاه مازندران است. به همان اندازه که رستم سرآمد پهلوانان گشته به همان اندازه هم افراسیاب از او وحشت دارد.

### داستان رستم و سهراب
داستان رستم و سهراب یکی از داستان‌های شاهنامه است. داستان مرگ سهراب جوان را به تصویر می‌کشد که بر اثر جنگ با رستم، به دست پدر کشته می‌شود.

### داستان کین سیاوخش
داستان کین سیاوش از مذاکرات رستم با پیران ویسه آغاز می‌گردد. از ماجرای قتل سیاوش و کیفیت آن، آن‌گونه‌که رستم از آن آگهی داشت در بحبوحه جنگ هماون به پیران یادآوری می‌شود که برای توقف جنگ یا باید درخواست‌ها عملی گردد یا پیکار ادامه خواهد یافت. خواسته‌ها تحویل افراد دخیل در قتل سیاوش بود که اکثر آنها از خاندان ویسه بودند.

## در دست‌نویس‌ها
«پادشاهی کیکاوس» در شاهنامه تقریباً در همهٔ نسخه‌های دست‌نویس مهم و غیر از آن موجود است. اما در برخی از نسخه‌ها تفاوت‌هایی دیده می‌شود، مانند داستان نبرد پیلسم با چهار پهلوان که در یکی از نسخه‌ها، در هر دو «داستان پادشاهی کیکاوس» و «داستان سیاوخش» آمده‌است.

## در آثار پس از شاهنامه فردوسی

### آثار برپایه داستان
از آثار برپایهٔ داستان «پادشاهی کیکاوس» می‌توان به کتاب‌های داستان‌های نامورنامهٔ باستان شاهنامهٔ فردوسی، پادشاهی کیکاوس از محمد دبیرسیاقی و قصه‌های شاهنامه (پادشاهی کیکاوس) از منصور رستگار فسایی اشاره کرد.